# Teardrop (bài hát)
"Teardrop" là bài hát của Massive Attack, được phát hành vào ngày 27 tháng 4 năm 1998. Nó là đĩa đơn thứ hai từ album thứ ba của họ, Mezzanine. Bài hát trở thành hit tại Anh, xếp hạng cao nhất ở vị trí thứ 10 trên UK Singles Chart. Bài hát có sự tham gia của ca sĩ Elizabeth Fraser của nhóm Cocteau Twins.
Bài hát nổi tiếng vì được sử dụng trong nhiều chương trình truyền hình cũng như các bộ phim, đáng chú ý là bài hát chủ đề của series truyền hình về y tế House. Đoạn nhạc khí mở đầu và kết thúc của ca khúc, với tiếng trống bass gợi lên tiếng nhịp tim, được dùng trong phần mở đầu của phim.

## Quá trình sáng tác
"Teardrop" được bắt đầu phát triển từ một đoạn nhạc đơn giản bằng đàn harpsichord được chơi tại phòng thu vào tháng 4 năm 1997. Vowles gửi bản demo tới Madonna bởi anh muốn cô ghi âm bài hát (ban nhạc trước đó đã từng làm việc với Madonna vào năm 1995 với bài hát "I Want You"). Hai thành viên còn lại Robert Del Naja và Grantley Marshall lại muốn Elizabeth Fraser của Cocteau Twins thể hiện vì cảm thấy phong cách thanh tú của cô sẽ hợp với giai điệu u ám và cảm xúc của bài hát. Madonna dù rất hứng thú với việc ghi âm ca khúc, nhưng đã không thể đạt được mong muốn khi ưu thế hai chọi một đã đưa ca khúc tới với Fraser.
Fraser viết lời bài hát cho ca khúc. Khi thu âm cho ca khúc vào ngày 29 tháng 3 năm 1997, cô biết tin một người bạn thân trước đây của cô, Jeff Buckley vừa qua đời vì đuối nước. "Thật sự là rất kì lạ... Câu chữ cứ tuôn ra và tôi thì đang nghĩ về anh bạn ấy. Bài hát đó phần nào là về anh ấy."
Đĩa đơn đạt cao nhất ở vị trí thứ 16 tại Australia. Nó đứng thứ 22 trên bảng xếp hạng Triple J Hottest 100 of All Time vào năm 2009. Nó lọt vào top 10 tại Vương quốc Anh và là ca khúc duy nhất của Massive Attack làm được điều này. Nó được chứng nhận bạc bởi British Phonographic Industry và ngày 22 tháng 7 năm 2013.

## Video âm nhạc
Video âm nhạc của bài hát chiếu cảnh một bào thai đang hát bài hát. Nó do Walter Stern đạo diễn.

## Danh sách bài hát
1. "Teardrop" (album version) – 5:31
2. "Euro Zero Zero" – 5:24
3. "Teardrop" (Scream Team Remix) – 6:45
4. "Teardrop" (Mad Professor Mazaruni Instrumental Mix) – 6:24

Bản 12" cũng bao gồm các bài trên nhưng theo thứ thự khác. Bản cassette bao gồm một bản đã được biên tập lại của bài hát chính, cũng như bản Scream Team remix and và "Euro Zero Zero" của mặt B, nhưng thiếu bản remix bởi Mad Professor.

## Các phiên bản hát lại

### Newton Faulkner
Newton Faulkner hát lại ca khúc trong album Hand Built by Robots được sản xuất bởi Mike Spencer. Chỉ tính riêng lượng tải kĩ thuật số, phiên bản của Faulkner đạt vị trí thứ 60 trên UK Singles Chart vào tháng 8 năm 2007. Nó được phát hành chính thức dưới dạng đĩa đơn vào ngày 10 tháng 12 năm 2007, vào leo lên tới vị trí thứ 57 trên bảng xếp hạng một tuần sau khi ra mắt. Phiên bản trong album có mặt trên Australian iTunes Music Store còn kèm theo một bản acoustic.

### O'Hooley & Tidow
O'Hooley & Tidow hát lại ca khúc trong album The Fragile. The Guardian miêu tả phiên bản "Teardrop" của họ là "một bản làm lại tinh tế" và được nhà phê bình âm nhạc của Guardian Jude Rogers bình chọn là một trong những ca khúc hay nhất năm 2012.

### José González
José González cover "Teardrop" trong album thứ hai của anh In Our Nature. Đĩa đơn được phát hành tại châu Âu vào ngày 12 tháng 11 năm 2007. Đĩa đơn kèm theo bản nhạc khí mặt B không có trong album của "Four Forks Ache." Phiên bản "Teardrop" cũng được dùng trong House trong tập "Wilson's Heart".

#### Danh sách track
1. "Teardrop" – 3:22
2. "Four Forks Ache" – 5:25

### Civil Twilight
Civil Twilight hát lại "Teardrop" trong "Live from SoHo" được phát hành ngày 13 tháng 4 năm 2010. Ban nhạc của hãng Wind-Up Records ra mắt bản phòng thu dưới dạng đĩa đơn vào 10 tháng 8 năm 2010.

### The Kooks
The Kooks hát lại ca khúc vào năm 2013.

### Elbow
Elbow hát lại "Teardrop" trực tiếp trên đài BBC Radio 1. Phiên bản thu âm cũng xuất hiện trên mặt B của đĩa đơn "Not a Job" phát hành năm 2004.

### Red Hot Chilli Pipers
Ban nhạc rock Red Hot Chilli Pipers hát lại ca khúc trực tiếp tại Old Fruitmarket, Glasgow và phần trình diễn này có mặt trong album "Blast" vào năm 2008. Bài hát của họ được phối khí chủ yếu bằng tiêu Scotland và kèn túi Highland và được kết hợp với điệu nhạc nhanh Scotland mang tên "Brenda Stubberts".

### Simple Minds
Ca khúc cũng được hát lại bởi nhóm nhạc rock Scotland Simple Minds và có mặt trong album hát lại mang tên Searching For The Lost Boy. Album này chỉ được phát hành dưới dạng album thứ hai kèm theo trong phiên bản đặc biệt 2 CD của album phòng thu thứ 15 của họ Graffiti Soul được phát hành vào ngày 25 tháng 5 năm 2009.

### Your Demise
Ban nhạc rock hardcore Your Demise phát hành một bản tải xuống giới hạn thông qua chiến dịch IndieGoGo sau khi nhóm nhạc này tan rã.

### The Collective
Bài hát được hát lại bởi nhóm các nghệ sĩ mang tên The Collective của ca sĩ-nhạc sĩ người Anh Gary Barlow và được phát hành dưới dạng đĩa đơn chính thức của album Children in Need 2011. Với sự sản xuất của Labrinth, các ca sĩ thể hiện bao gồm: Chipmunk, Dot Rotten, Ed Sheeran, Ms. Dynamite, Mz. Bratt, Tulisa, Rizzle Kicks, Tinchy Stryder và Wretch 32.
Bài hát được phát hành tại Vương quốc Anh vào ngày 13 tháng 11 năm 2011 và gia nhập các bảng xếp hạng ở vị trí thứ 24.

#### Danh sách bài hát
| Tải kĩ thuật số | Tải kĩ thuật số                       | Tải kĩ thuật số |
| STT             | Nhan đề                               | Thời lượng      |
| --------------- | ------------------------------------- | --------------- |
| 1.              | "Teardrop"                            | 4:04            |
| 2.              | "Teardrop" (R1 Remix)                 | 4:32            |
| 3.              | "Teardrop" (Wideboys Remix)           | 5:22            |
| 4.              | "Teardrop" (Lonsdale Boys Club Remix) | 4:14            |

#### Xếp hạng
| Bảng xếp hạng (2011) | Vị trí cao nhất |
| -------------------- | --------------- |
| Scotland (OCC)       | 30              |
| Anh Quốc (OCC)       | 24              |
| Anh Quốc R&B (OCC)   | 7               |

#### Lịch sử phát hành
| Khu vực  | Ngày tháng phát hành | Định dạng       | Hãng đĩa        |
| -------- | -------------------- | --------------- | --------------- |
| Anh Quốc | 13 tháng 11 năm 2011 | Tải kĩ thuật số | Polydor Records |